# モンゴメリー・スコット
モンゴメリー・スコット (英: Montgomery 'Scotty' Scott) は、アメリカのSFドラマ『スタートレック』シリーズに登場する架空の人物であり、主にU.S.S.エンタープライズ（NCC-1701）の機関主任として23世紀に活躍する惑星連邦の艦隊士官である。愛称はスコッティ。
シリーズ第1作の『宇宙大作戦』に初登場以降、後続作品にも主要人物の一人として頻繁に登場し、そのキャラクターはジェームズ・ドゥーアンによって長年にわたり演じられた。ドゥーアン死去後に制作されたシリーズ作品では、サイモン・ペッグおよびMartin Quinnがその役を引き継いでいる。
日本語吹替では「チャーリー」とも呼ばれており、これは『宇宙大作戦』が日本で初めて放送された際、スタッフの判断から改名されたことに由来する。

## プロフィール
2222年地球のスコットランド生まれの人間男性。宇宙艦隊士官で、TOS当時の階級は少佐。
通常は機関室で任務についているが、船長カーク・副長スポックに次ぐ上級士官なので、2人ともいないとき（かなり頻繁に起こる）にはブリッジで指揮を執る。ただし、その場合は物語のおもな舞台が惑星上であることが多いので、ブリッジにいる姿は画面にはあまり現れない。
エンジニアとしては超人的で、カークの無茶な要求をかならずクリアする。

　カーク　：（スコットに要求した作業が）「何時間かかる?」

　スコット：「○時間です」

　カーク　：「×時間（半分以下）でやれ」

　スコット：「わかりました」

というたぐいのやりとりが定番で、続編シリーズでも頻繁に現れる。後に『映画3作目』でわざと多めに時間を取りそれより早く終わらせることで有能に見せるための知恵だと言うことをカークに勘づかれ、『新スタートレック』ではそれをラフォージに話す。

## キャラクター
強いスコットランドなまりで話す。正装時にはスコットランドの民族衣装であるキルトで現れ、自室にはバグパイプや鎧冑（中にとっておきのウィスキーが隠してある）が飾ってある。
機関室を離れると女に弱かったり、殺人事件の容疑者になったりと、巻き込まれ型の少し抜けたコミカルな役柄になることが多い。
酒好きで、エンタープライズに大量に持ち込んでいる。中でもスコッチ・ウィスキーが好き。ただし、酒に強くはない。

## 『宇宙大作戦』以降の作品での登場
TOS以後では、映画の第1作『スタートレック』～『ジェネレーションズ』でエンタープライズ及びエンタープライズAの機関主任を務め、さらには退役後にテレビドラマ『新スタートレック』に登場し、『宇宙大作戦』に引き続きジェームズ・ドゥーアンが演じる。口ひげを生やし、髪が白くなり、徐々に恰幅のいい体型になって行く。最終階級は大佐。
- 『映画2作目』では、共に機関室で働いた甥のピーター・プレストン少尉を失う。
- 『映画7作目』ではカーク、チェコフと共にエンタープライズBの処女航海にゲストで招かれ、エネルギーリボンとの遭遇で、緊急にブリッジで艦の制御を手伝う羽目に。
- 『新スタートレック』では、退役後、連邦輸送艦USSジェノーランの乗客としてノルピン・コロニーに向かう途中で消息を絶つ。実はジェノーランはダイソンの天球の表面で航行不能となっており、転送バッファ内に緊急退避して救助を待っていたという設定で、行方不明時の年齢のまま24世紀の(TNG) 第130話「エンタープライズの面影」に登場した。エンタープライズDに救助された後、ピカードの計らいでシャトル一機を無期限で借り受け、新天地へと旅立つ。
- 『スタートレック:ストレンジ・ニュー・ワールド』では、エンタープライズ勤務前の彼をマーティン・クインが演じる。シーズン2最終話で、USSスターダイバー勤務時にゴーン人に襲われ、ゴーン船のトランスポンダーを偽装したシャトルで逃げ、惑星パルナッソス・ベータに着陸してゴーン人から隠れ住み、クリストファー・パイクと出会う。階級は中尉。その後、シーズン3からは機関部長ペリアの部下としてエンタープライズに配属される。

ケルヴィン・タイムラインの映画では別時間軸の彼をサイモン・ペッグが演じる。
- 『スター・トレック (2009年の映画)』では優れたエンジニアであり、アーチャー提督の下でトランスワープ転送の研究をしていたが、実験の過程でアーチャー提督の可愛がっていたビーグルを実験台にした結果消失させてしまい、ヴァルカン星系デルタ・ヴェガの連邦前哨基地に左遷される。そこでカークと別時間軸からやってきたスポック大使と出会い、スポック大使が完成させたトランスワープ転送によってカークとともにエンタープライズへワープする。エンタープライズの機関部長であったオルソンが殉職していたため、その後エンタープライズの新機関部長の席に収まる。
- 『イントゥ・ダークネス』でも引き続きエンタープライズの機関部長として登場したが、詳細のわからない新型光子魚雷の搭載について艦長のカークと口論になり、エンタープライズを下船する。その後酒場で飲んだくれていたところにカークからの連絡を受けて木星へ向かい、そこで極秘裏に建造されていたドレッドノート級宇宙戦艦USSヴェンジェンスを発見する。USSヴェンジェンスのクルーとして潜入したスコッティは、破壊工作によってエンタープライズへの攻撃を中断させ、艦内でカークとカーンと合流し、エンタープライズの機関部長に復帰する。

## ネーミング
愛称はスコッティ。この役名はスコットランドなまりであることからついた。モンゴメリーは俳優のドゥーアンのミドルネームである。
スコッティという呼び名がスポックと聞き間違いやすいからか、日本語吹き替え版では「チャーリー」とされた。そのあおりでTOS8話「セイサス星から来た少年」に登場のゲストの役名「チャーリー」も別の名に変更されている。日本ではフルネームがモンゴメリー・チャーリー・スコットだとされることもある。

## 演じた俳優と声優

### 俳優
- ジェームズ・ドゥーアン
  - 『宇宙大作戦』～映画第7作
  - スコットのスコットランドなまりは、ドゥーアン（実際の出身はアイルランド系カナダ人）の特技の一つである。
  - 息子のクリス・ドゥーアン（英語版）もファンムービーの一つである『Star Trek Continues』でスコットを演じている。

- サイモン・ペッグ
  - 映画第11作～第13作

- マーティン・クイン
  - テレビドラマシリーズ『スタートレック:ストレンジ・ニュー・ワールド』 "Star Trek: Strange New Worlds" シーズン2最終話にゲストで登場、シーズン3ではレギュラー・キャスト。

### 日本語版吹き替え
- 小林修
  - 『宇宙大作戦』（シーズン1）、映画第1作（テレビ朝日版）、映画第2作～第3作（日本テレビ版）、『ディープ・スペース・ナイン』、映画第1作～第7作（新録版）
  - 『ディープ・スペース・ナイン』ではシーズン2の映像が使用されているが、シーズン2以降を担当した内海ではなく、シーズン1で演じた小林が担当した。

- 内海賢二
  - 『宇宙大作戦』（シーズン2以降）
  - 内海は映画第3作ではクルーグ艦長役を演じている。

- 石丸博也
  - 『まんが宇宙大作戦』

- 神山卓三
  - 映画第4作（フジテレビ版）

- 島香裕
  - 映画第5作（機内上映版）

- 藤本譲
  - 映画第6作～第7作（VHS版）

- 寺島幹夫
  - 『新スタートレック』

- 根本泰彦
  - 映画第11作～第13作

- 大泊貴揮
  - 映画第1作（ディレクターズ・エディション版の追加収録）

- 後藤ヒロキ
  - 『スタートレック:ストレンジ・ニュー・ワールド』